# Medaglia di lungo servizio militare nella Wehrmacht
La medaglia di lungo servizio militare nella Wehrmacht (in tedesco: Dienstauszeichnung der Wehrmacht) fu un'onorificenza creata da Adolf Hitler il 16 marzo 1936 per premiare quanti avessero prestato per lungo tempo servizio militare nell'esercito tedesco.
I canoni per la ricezione della medaglia, prevedevano una buona condotta nel proprio operato, attività e soprattutto un certo numero di anni di militanza nell'esercito e per il calcolo dell'anzianità si faceva riferimento alla data d'inizio della prima guerra mondiale (1914), tenendo per buono anche il servizio militare sostenuto nell'ambito dell'Impero di Germania e poi nella Repubblica di Weimar.
La decorazione cessò di essere concessa con la fine del regime nazista in Germania nel 1945.

## Gradi
L'Onorificenza disponeva cinque gradi di benemerenza diversificati a seconda dell'anzianità:
- classe speciale - 40 anni di servizio (dal 1939) - di fatto non venne mai concessa a causa della fine del regime
- I classe - 25 anni di servizio - croce d'oro
- II classe - 18 anni di servizio - croce d'argento
- III classe - 12 anni di servizio - medaglia d'oro
- IV classe - 4 anni di servizio - medaglia d'argento

## Insegne

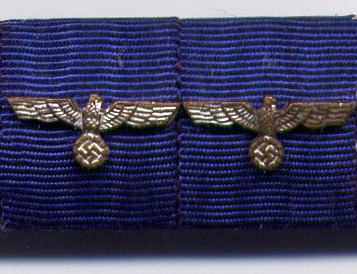
Due nastrini della medaglia per lungo servizio militare: in questo caso l'insignito era giunto a 18 anni di servizio (croce d'argento e medaglia d'argento).

La medaglia consisteva in un disco d'argento riportante sul diritto l'aquila tedesca tenente tra gli artigli la svastica e circondata dalla scritta "Treue Dienste in der Wehrmacht". Il retro riportava una corona d'alloro al centro della quale stava un numero corrispondente al numero di anni di servizio per questo modello, 4 o 12.
La croce consisteva in una croce in argento a braccia piane avente al centro un tondo riportante sul diritto l'aquila tedesca tenente tra gli artigli la svastica. Il retro invece riportava una corona d'alloro al centro della quale stava un numero corrispondente al numero di anni di servizio per questo modello, 18 o 25. La classe speciale dei 40 anni di servizio consisteva in una croce simile, di dimensioni maggiori, in metallo dorato.
Il nastro era blu, sormontato da un'aquila nazista con le ali spiegate in argento. Per identificare a livello di nastrini la classe di appartenenza ne veniva concesso uno a ogni nuovo passaggio di grado della medaglia. Sull'uniforme militare i nastrini dovevano essere portati tutti quanti affiancati di modo che si potesse identificare immediatamente il grado di anzianità dell'insignito.
| Nastri             |                      |                     |                    |                                 |
| 4 anni (IV classe) | 12 anni (III classe) | 18 anni (II classe) | 25 anni (I classe) | 40 anni e più (classe speciale) |